# Metal Slug (серия игр)
Metal Slug (яп. メタルスラッグ Мэтару Сураггу) — серия видеоигр в жанре «беги и стреляй». Первая игра серии, Metal Slug, была разработана компанией Nazca Corporation и выпущена в 1996 году в виде аркадного игрового автомата. Впоследствии было разработано несколько продолжений игры для игровых автоматов, первые из которых были также разработаны Nazca, а последующие — другими компаниями. Игра была портирована на ряд домашних систем, также было выпущено несколько эксклюзивных игр для некоторых игровых консолей.
Серия игр получила известность благодаря разнообразному игровому процессу, детально проработанной двухмерной графике и юмору.

## Игровой процесс
Игровой процесс аналогичен играм серии Contra. Основным отличием является наличие в игре специальной боевой техники — Слизняков (Slug). В разных играх серии она представлена танками, самолётами, подводными лодками и боевыми роботами. Некоторые Слизняки могут быть найдены на уровнях, другие доступны с начала уровня. Герой игры может сесть в Слизняка и управлять им, пока не кончится топливо (очки жизни).
Другим важным отличием от многих игр жанра является то, что герой не погибает при касании противников и может успеть провести атаку ножом, опередив противника. Сам герой не имеет очков жизни и теряет попытку после любого попадания в него.
Все игры серии, кроме версий для мобильных телефонов, имеют режим одновременной игры для двух игроков.

## Разработка
Первые игры серии были разработаны компанией Nazca Corporation, основанной бывшими сотрудниками Irem. Ранее они работали над такими играми, как Cyber Lip (1990), Gunforce (1991), Undercover Cops (1992), In the Hunt (1993) и Gunforce 2 (1994). Хотя эти игры выполнены в разных жанрах, включая «беги и стреляй», «скролл-шутер» и «избей их всех», все они имели графику и оформление, напоминающие Metal Slug. Игры Gunforce также имели настолько схожий игровой процесс, что Gunforce 2 иногда называется игроками Metal Slug Zero.
Почти все игры серии используют двухмерную графику, за исключением Metal Slug 3D, выпущенной в 2006 году эксклюзивно для игровой консоли Sony PlayStation 2. При этом почти все двухмерные игры серии, за исключением версий для Neo-Geo Pocket, частично используют графику из предыдущих частей — в частности, графику героев и противников.